# Towy

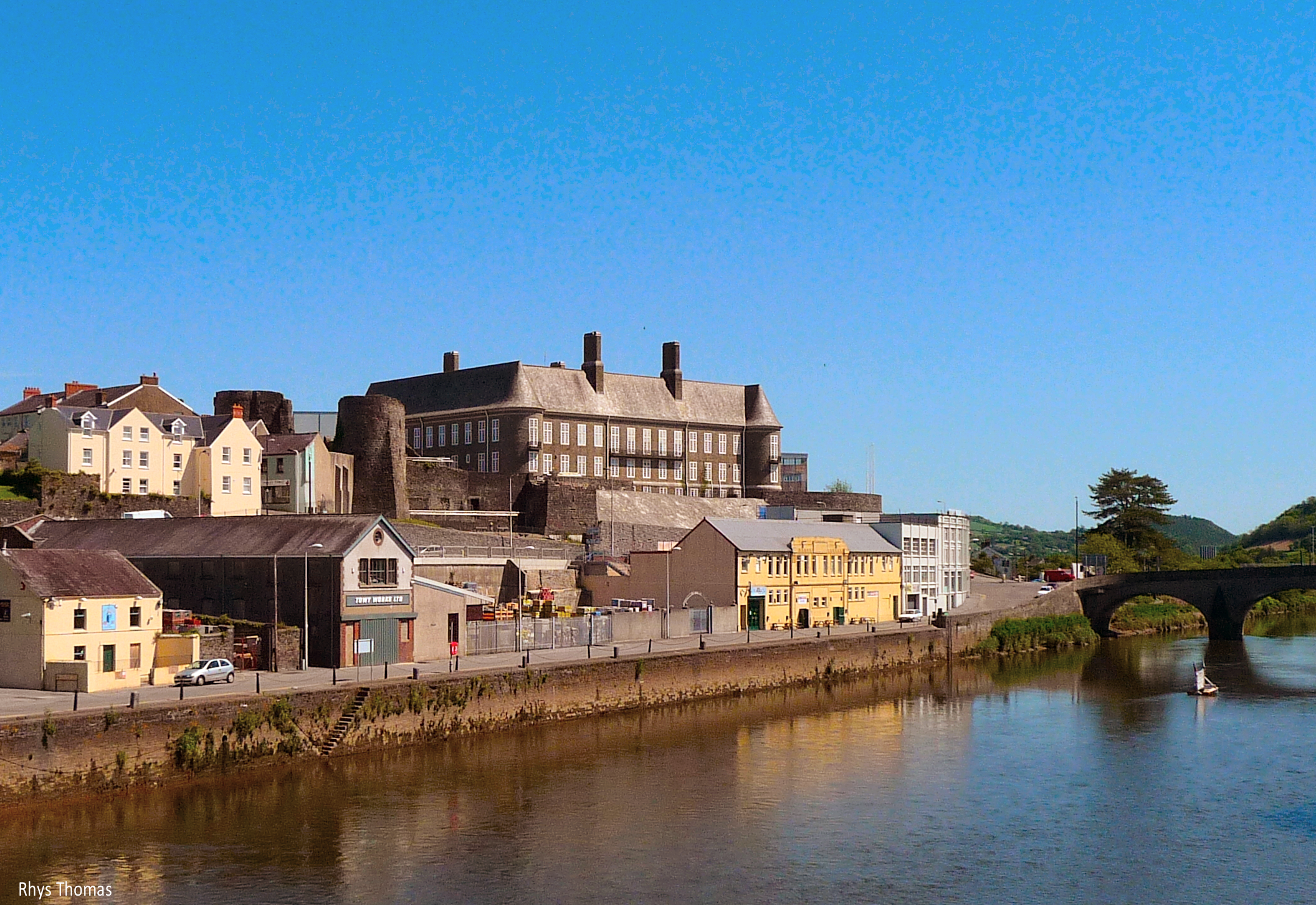
Towy vid Carmarthenshire.

Towy (Afon Tywi på kymriska), är den längsta floden som i sin helhet finns i Wales. Floden är totalt 121 km lång. 
Floden rinner upp i de lägre sluttningarna av Crug Gynan i Cambrianbergen, flyter genom Towyskogen och utgör gränsen mellan grevskapen Ceredigion och Powys. Floden fortsätter i sydvästlig riktning mot Carmarthenshire och passerar därvid städerna Llandovery och Llandeilo. Vid byn Abergwili nära Carmarthen rinner den samman med en större biflod, Gwili. Slutligen rinner Towy ut i Camarthenbukten, öster om stranden Pendine Sands i ett estuarium som den delar med Tâf och Gwendraeths båda flodarmar. Vid estuariets utlopp ligger det gamla normandiska slottet Llansteffan Castle.
Tio kilometer från flodens källa finns vattenmagasinet Llyn Brianne som byggdes 1972 genom att dämma upp floden. Syftet är att lagra vinterns regn för att under torrare perioder släppa ut vattnet.
Towy är känd för möjligheten att fiska öring och lax men här finns också några mer sällsynta fiskarter, majfisk och staksill, som tillhör familjen sillfiskar. 
Floden svämmade över 1802 och då bildades en stor korvsjö, Bishop's Pond, vid Abergwili och under sommaren blommar här gula näckrosor och sjön kantas av jättegröe.